# История Монако

Монако на карте Прованса (XIII в.) (розовый внизу)

## История до 1297 года
В Монако обнаружены следы людей позднего палеолита (300 тыс. лет до н.э.). Примерно в 2000 до н.э. в районе Монако поселились лигуры.
Примерно с X века до н.э. на территории Монако существовало финикийское укрепление. Позднее его часто посещали карфагеняне. В VII-VI до н.э. Монако упоминается в числе греческих колоний. Древнереческая лоция Гекатея Милетского упоминает Монако под названием «Монойкос полис лигустик» — «Лигурийский город Монойкос».
Во время правления римского императора Диоклетиана к берегу Монако прибило лодку с телом казненной корсиканской христианки  Девоты. Позднее в Монако была построена церковь её имени, а она сама была объявлена святой покровительницей Монако.
С IX века регион Монако подвергался непрерывным набегам арабских пиратов из Северной Африки и обезлюдел.
В 975 году мусульмане были окончательно изгнаны с побережья графом Прованса Гильомом, после чего оно перешло под власть Генуэзской республики и там снова стали жить люди. Императоры Фридрих Барбаросса (1152–1190) и Генрих VI (1190–1197) признали побережье вплоть до современного Монако владением Генуи. На месте Монако была тогда небольшая рыбацкая деревня.
10 июня 1215 генуэзские гибеллины во главе с Фулько дель Казелло соорудили в Монако крепость с четырьмя башнями.

## История XIV—XVII веков
В 1296 году гвельфы были изгнаны из Генуи и укрылись в Провансе. После этого они во главе с Франческо Гримальди 2 января 1297 года завладели крепостью Монако. Согласно летописи, Гримальди переоделся в францисканского монаха и был пропущен в крепость, после чего открыл ворота вооруженным воинам. Правителем Монако стал приемный сын Франческо Гримальди Ренье.
В 1301 году Ренье Гримальди был изгнан из Монако.
12 сентября 1331 Монако завладел сын Ренье Карл Гримальди. Его поддерживали французские короли и он приобрел также Ментон и Рокбрюн. Однако в 1357 году Монако было занято генуэзскими войсками.
В январе 1395 года Луи Гримальди отвоевал Монако у генуэзцев, но 19 декабря 1395 года Монако вновь захватили генуэзцы. 11 мая 1397 года Луи вновь отвоевал Монако у Генуи, но 5 ноября 1402 года Монако вновь было захвачено генуэзцами.
Племянник Луи Жан 5 июня 1419 года отвоевал Монако у Генуи. 3 октября 1436 года Монако было оккупировано войсками Миланского герцогства, но уже в ноябре того же года Жан вернул свои владения. В 1448 году он уступил часть земель Ментона и Рокбрюна Савойскому герцогству в обмен на признание за ним ленных прав на эти территории.
Сын Жана I, Каталан заключил союз с французским королем и выдал дочь за своего родственника Ламбера, которому в 1482 удалось добиться признания независимости Монако от французского короля Карла VIII и герцога Савойского.
Политику Ламбера продолжили сыновья Жан II и Люсьен I, который в 1506—1507 выдержал генуэзскую осаду. Французский король Людовик XII подтвердил в 1498 и 1507 суверенитет Монако, пообещав его правителям свое покровительство. В 1515 это было подтверждено новым французским королем Франциском I.
В 1523 году Люсьен I был убит своим племянником Бартоломео Дориа. Правителем Монако стал его малолетний сын Оноре I. При нем регентом был его дядя Августин, который в 1524 году от имени Оноре заключил Тордесильясский договор с Испанией, в соответствии с которым Монако стало протекторатом Испании.
При правлении детей Оноре I Карла II (1581—1589) и Эркюля (1589—1604) Монако продолжало находиться под контролем Испании.
В 1604 году Эркюль был убит заговорщиками. До 1616 года от имени его сына Оноре II правил в качестве регента его дядя, Франциск Ланди де Вальдетар.
В 1612 году Оноре, первым из сеньоров Монако, получил титул князя. До 1619 года он именовался «сеньор и князь Монако», затем — только «князь Монако».
В 1605 году регент дал согласие на размещение в Монако испанского гарнизона, который во время Тридцатилетней войны, в 1641 году, был изгнан французами. 14 сентября 1641 года Оноре и король Франции Людовик XIII подписали Пероннский договор. По условиям договора прекращался испанский протекторат, Монако становилось вассалом короля Франции. В качестве компенсации за неаполитанские и миланские владения Гримальди, которые были конфискованы испанцами, Людовик обещал выплачивать ежегодно 25 000 экю. В 1659 году одним из пунктов Пиренейского договора был оговорен возврат этих владений семье Гримальди.
После смерти Оноре II в 1662 году на княжеский престол взошел его внук Луи I, издавший сборник законов, который характеризовался сравнительным либерализмом.

## История XVIII—XIX веков
После смерти Луи I князем стал его сын Антуан I. Тесные связи Монако с Францией заставили во время Войны за испанское наследство в 1707 году, несмотря на нейтралитет Монако, опасаться вторжения савойских войск, и князь начал строительство новых укреплений.
Со смертью Антуана в 1731 году прекратилась мужская линия династии Гримальди. Занявшая трон Монако после смерти Антуана его дочь Луиза-Ипполита умерла менее чем через год и престол унаследовал её муж Жак-Франсуа де Матиньон (Жак I). В 1733 году он отрекся и передал престол своему сыну Оноре III.
После Великой французской революции 1789 года Оноре III потерял во Франции все свои особые права, его земли там были конфискованы. После провозглашения Франции республикой и свержения там короля в 1792 году, в Монако возникла республиканская партия, требовавшая также ликвидации княжеской власти и соединения Монако с Францией. Оноре III не мог противостоять поддержанным Францией мятежникам. В 1793 году княжество было аннексировано Францией, сам же Оноре III — арестован и заключён в одну из парижских тюрем, где он в 1795 году и скончался.
Лишь Парижский мир 30 мая 1814 восстановил княжество Монако под французским протекторатом. Князем стал Оноре IV, сын Оноре III, но из-за плохого состояния здоровья он уступил престол своему брату Жозефу. Сын отрёкшегося князя, Оноре-Габриэль, взбунтовался против этого решения и убедил отца передать власть ему. В марте 1815 года Оноре IV (1815—1819) отправился в Монако, но, прибыв в Канны, он был арестован высадившимися наполеоновскими войсками и доставлен к Наполеону.
После окончательного краха Империи, согласно второму Парижскому договору 20 ноября 1815 года, княжество было поставлено под протекторат Сардинского королевства.
Договор между Монако и сардинским королём Виктором Эммануилом I был подписан в Ступиниджи 8 ноября 1817. Он был гораздо менее благоприятным для княжества, чем действовавший до Французской революции договор с Францией. Финансы княжества находились в жалком состоянии, ресурсы страны сократились, а коммуны, приходы и госпиталя задолжали большие суммы денег.
После смерти Оноре IV власть перешла к его сыну Оноре V (1819—1841), которому Наполеон в 1810 году присвоил титул барона, а режим Реставрации — звание пэра Франции. Новый князь предпринял меры для того, чтобы преодолеть кризис. Однако его жесткая политика встретила недовольство населения и демонстрации протеста, особенно в 1833 в Ментоне. После смерти Оноре V власть перешла к его брату, Флорестану I (1841—1856), большому поклоннику литературы и театра, совершенно не готовому к государственному управлению. Большинство вопросов решала его жена Каролина, происходившая из буржуазной семьи. Ей удалось на время смягчить недовольство, вызванное указами Оноре V. Но разрядка напряженности длилась недолго, и вскоре Флорестан и Каролина снова ужесточили политику, надеясь вернуть таким образом благосостояние княжеству.
Тем временем, в Ментоне все громче раздавались требования независимости. Жители города добивались принятия либеральной конституции, наподобие той, какую ввел в Сардинском королевстве король Карл-Альберт. Они отвергли конституцию, предложенную Флорестаном. После революции 1848 во Франции положение обострилось. Флорестан и Каролина передали власть своему сыну Карлу.
Но было уже поздно. Начались восстания, князь Флорестан был свергнут, арестован и заключен в тюрьму, а княжеское правление упразднено. Однако в 1849 Флорестан был восстановлен на престоле.
20 марта 1848 года Ментон и Рокебрюн, официально остававшиеся ленами Савойи и Сардинии, провозгласили себя вольными и независимыми городами «под сардинским покровительством». 1 мая 1849 власти Сардинского королевства издали декрет об их присоединении к округу Ниццы.
В 50-е гг. XIX века император французов Наполеон III вновь выдвинул претензии на Савойю. Для целей захвата этой области наполеоновское правительство использовало борьбу Сардинии с Австрийской империей за объединение Италии: согласно заключенному между Францией и Сардинией Пломбьерскому соглашению 1858 года Сардиния обязалась уступить Франции в обмен на её помощь против Австрии Савойю и Ниццу.
В 1860 году после австро-итало-французской войны 1859 г. и присоединения к Сардинскому королевству Ломбардии, Пармы, Тосканы, Модены и Романьи Наполеон добился от сардинского правительства заключения Туринского договора, по которому сардинский король Виктор Эммануил II фактически передавал Франции Савойю вместе с Ниццей, включая Ментон и Рокебрюн. Правда, при этом была соблюдена формальность плебисцита, но были приняты меры, чтобы плебисцит оказался в пользу присоединения. Уступка этой территории вызвала большое раздражение против правительства; его выразил в очень резкой речи Гарибальди, сам уроженец Ниццы.
18 июля 1860 года Сардинское королевство вывела свои войска из Монако, положив тем самым конец протекторату. По договору 2 февраля 1861 года между князем Карлом III и Наполеоном III, Монако отказывалось от всяких прав на Ментон и Рокебрюн в пользу Франции, за что получало компенсацию в размере 4 млн франков. Договор официально признавал независимость княжества Монако, но оно сократилось до 1/20 своей прежней площади. В соответствии с неопубликованными дополнительными статьями договора, Монако обещало не передавать какой-либо части своей территории иной державе, кроме Франции.

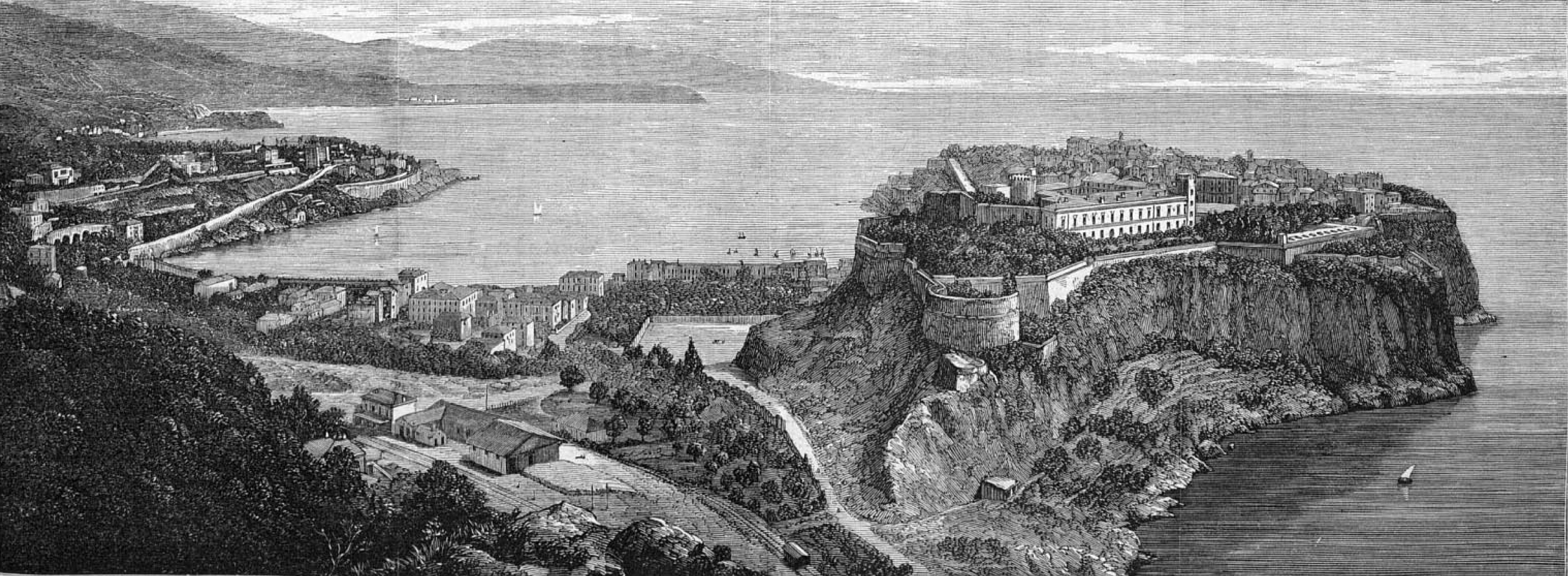
Панорама Монако, 1874 год

Карл III и его мать Каролина решили организовать фирму, получившую название «Общество морских купаний». Банкиру Франсуа Блану была дана концессия на создание игорного дома. Отели, театр и казино Монте-Карло, построенные «Обществом морских купаний», стали привлекать в Монако множество туристов. Население Монако быстро росло. В 1870 в княжестве жило лишь 1500 человек; в 1888 это число возросло до 10 тыс., а в 1907 в Монако было уже 16 тыс. жителей.

## История XX века
Наследовавший Карлу в 1889 году его сын Альбер I прославился научными исследованиями в области океанографии, палеонтологии, антропологии и ботаники. В 1911 году массовые выступления подданных привели к тому, что  Альбер I утвердил конституцию княжества Монако, по которой монарх сохранял очень широкие полномочия, но делил законодательную власть с Национальным советом, который избирался всеобщим голосованием. Однако после начала Первой мировой войны в октябре 1914 действие конституции было приостановлено. В войне Монако соблюдало нейтралитет.
17 июля 1918 Монако подписало новый договор с Францией, по которому правительство княжества обязывалось действовать «в соответствии с политическими, военными, морскими и экономическими интересами Франции» и согласовывать с ней свою внешнюю политику.
Наследовавший в 1922 году Альберу Луи II пытался сохранить самостоятельность княжества в сложной международной обстановке. Во время Второй мировой войны княжество Монако пыталось сохранить нейтралитет. Однако в ноябре 1942 года Монако было оккупировано итальянской армией, а после падения в Италии режима Муссолини в 1943 году княжество было оккупировано немецкой армией. Ещё до начала оккупации 27 августа 1942 года в лагеря смерти были депортированы 66 евреев, вскоре за ними последовали ещё 24 еврея, жившие во французской Ривьере. Из них выжило всего 9 человек.
Широкий интерес к Монако пробудила свадьба в 1956 году тогдашнего правителя князя Ренье III (вступил на престол в 1949 году) с голливудской актрисой Грейс Келли. Ренье также развернул активное строительство в Монако. В 1962 году была принята новая конституция (2-я по счету), исходя из которой избирательное право распространялось на представителей женского пола, появился Верховный Суд Монако и была отменена смертная казнь. В мае 1993 года Монако становится полноправным членом ООН с правом полноправного голосования.

## Современное состояние Княжества: история XXI века

Герб суверенного Княжества Монако, утверждённый в 1297 г.

В 2002 году был заключён новый договор между Францией и Монако, исходя из которого даже при отсутствии наследника династии Гримальди Княжество останется суверенным государством и не перейдёт под протекторат Франции. 31 марта 2005 года князь Ренье III, будучи слишком больным для осуществления своих полномочий, передал их своему единственному сыну и наследнику, Альберту. Ренье умер 6 апреля 2005 г. и князем стал Альберт II. В планах князя лежит продолжение мелиоративных работ в Монако, которые начал его отец, и построение нового (11-о по счёту) района — Ле-Портиер.